# Reliques de la Mort
Cet article concerne les objets mentionnés dans Harry Potter. Pour le roman du même nom, voir Harry Potter et les Reliques de la Mort.
Pour un article plus général, voir Objets magiques de Harry Potter.
Les reliques de la Mort (Deathly Hallows en anglais) sont trois objets fictifs apparaissant dans le septième roman de la série Harry Potter écrite par J. K. Rowling. 
Elles sont introduites lorsque le directeur de l'école de Poudlard, Albus Dumbledore, lègue son exemplaire des Contes de Beedle le barde à Hermione Granger, l'amie de Harry Potter. Selon la légende rapportée par le Conte des trois frères, il s'agirait d'objets exceptionnels que la Mort aurait offert à trois sorciers illustres, les frères Peverell, en hommage à leurs talents :
- La baguette de sureau, plus puissante baguette magique jamais fabriquée, attribuée à Antioch Peverell[1],
- La pierre de résurrection, pouvant ramener les morts à la vie, attribuée à Cadmus Peverell[2],
- La cape d'invisibilité, dissimulant son porteur aux yeux de quiconque, attribuée à Ignotus Peverell[3].

Albus Dumbledore estime cependant plus vraisemblable que les trois frères, particulièrement doués, auraient créé eux-mêmes ces objets.

## LeConte des trois frères

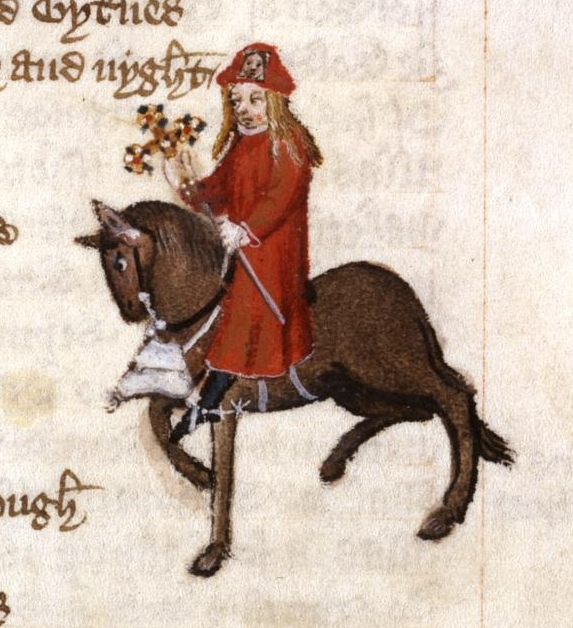
Enluminure du Vendeur d'indulgences (manuscrit Ellesmere), dont le Conte des trois frères est inspiré.

L'histoire des trois frères, contenue dans le recueil des Contes de Beedle le Barde, est lue par le personnage d'Hermione au chapitre 21 de Harry Potter et les Reliques de la Mort. Selon J. K. Rowling, la légende entourant ces objets est inspirée de l'histoire de Geoffrey Chaucer, Le Conte du vendeur d'indulgences (The Pardoner's Tale), extraite des Contes de Canterbury, elle-même inspirée du Roman de la rose qui s'inscrit dans la tradition des « découvreurs de trésor s’entre-tuant ».
Trois frères font apparaître un pont par magie afin de traverser la rivière, et rencontrent la Mort. Celle-ci leur offre le choix de trois objets exceptionnels, feignant de les féliciter pour leur compétence. 
Le frère aîné fait le souhait d'une baguette magique plus puissante que toutes les autres pour être invincible en duels, et reçoit de la Mort une baguette fabriquée avec la branche d'un sureau situé à proximité. Le deuxième frère demande un moyen de ressusciter les morts et obtient une pierre ayant ce pouvoir. Quant au troisième frère, le plus humble et le plus sage, il choisit une cape lui permettant d'être invisible, même aux yeux de la Mort elle-même, afin d'être certain de pouvoir quitter cet endroit. La Mort lui donne alors à contre-cœur sa propre cape, qui lui permet de rester en sûreté aussi longtemps qu'il le souhaite, et indirectement d'obtenir la vie la plus longue. En effet, le frère le plus âgé se vante des pouvoirs de sa baguette, ce qui lui vaut d'être tué dans son sommeil. Le second frère, rendu fou par le pouvoir de la pierre, se suicide. Ce n'est qu'à la fin de sa longue vie que le troisième frère choisit finalement de transmettre la cape d'invisibilité à son fils et d'accueillir la Mort comme une amie.

## Symbole

Version cinématographique du symbole des reliques de la Mort découvert par Hermione Granger dans Les Contes de Beedle le barde.

Le symbole est décrit d'abord d'une manière simplifiée dans Harry Potter et les Reliques de la Mort, alors que Harry l'aperçoit sur le pendentif de Xenophilius Lovegood, puis sur le livre d'Hermione :

« Il vit une image représentant une sorte d'oeil triangulaire, la pupille barrée par un trait vertical. »

Au chapitre 21 intitulé « Le Conte des trois frères », le personnage de Xenophilius Lovegood redessine le symbole sur un parchemin en expliquant sa signification :

« Il dessina un trait vertical (la baguette de sureau), […] un cercle autour du trait (la pierre de résurrection). Il enferma le cercle et le trait vertical dans un triangle (la cape d'invisibilité). »

Dans les films, le trait représentant la baguette se poursuit cependant jusqu'au sommet du triangle.
Beaucoup, comme Viktor Krum, assimilent le symbole des reliques de la Mort au symbole de ralliement au mage noir Gellert Grindelwald par les partisans de celui-ci en Europe centrale.
J. K. Rowling associe le signe des reliques de la Mort au symbole maçonnique présent dans le film L'Homme qui voulut être roi (1975). Elle se souvient l'avoir visionné la veille de la mort de sa mère en 1990 et a fait le lien seulement vingt ans plus tard entre les deux symboles : « Quand j'ai revu le film et que j'ai vu le symbole maçonnique, […] j'ai eu le sentiment que tout au fond de mon subconscient, les deux étaient liés ».

## La recherche des reliques

### Par Gellert Grindelwald et Albus Dumbledore

#### AvantHarry Potter
À l'été 1899, Grindelwald est renvoyé de l'école de Durmstrang et vient habiter à Godric's Hollow chez sa tante Bathilda Tourdesac. Il rencontre le jeune Albus Dumbledore, qui habite le même village. À cette époque, Grindelwald recherche déjà les reliques de la Mort, et en particulier la pierre de résurrection dans le but de constituer une armée d'Inferi, et la baguette de sureau pour acquérir sa puissance.
Lorsque Grindelwald parle à Dumbledore des reliques de la Mort en 1899, Dumbledore se met en tête de trouver également ces objets. Il y voit un moyen de prendre le pouvoir sur le monde Moldu « pour le plus grand bien ». 
Aveuglé par son désir de pouvoir et son amitié pour Grindelwald, Dumbledore délaisse sa famille et s'implique dans un accident coûtant la vie à sa jeune sœur, victime d'un sort perdu. Depuis, Dumbledore ouvre les yeux sur les réelles motivations de Grindelwald, qui a pris la fuite, et recherche activement à son tour la pierre de résurrection, mais dans l'espoir de ramener sa famille à la vie. 
Les recherches de Grindelwald l'amènent à cambrioler le fabricant de baguette Gregorovitch (qui prétend posséder une baguette extrêmement puissante) et à trouver la baguette de sureau dans son atelier. Il ne trouve cependant pas la pierre, qui pendant ce temps est conservée chez les Gaunt, à l'intérieur d'une bague de famille. Après cela, Grindelwald acquiert une sombre réputation, utilisant les pouvoirs de sa nouvelle baguette pour s'en prendre à de nombreuses personnes.
En 1945, répondant à l'appel à l'aide de la communauté magique pour arrêter Grindelwald, Dumbledore provoque son ancien ami en duel, et ressort vainqueur du combat en le désarmant, ce qui fait de lui le nouveau propriétaire de la baguette de sureau.
Dans le film Les Animaux fantastiques, le symbole des reliques de la Mort est aperçu à New York en 1926 sur le pendentif de Gellert Grindelwald (se faisant passer pour Percival Graves). Grindelwald étant le principal antagoniste de l'histoire (qui se déroule donc plusieurs décennies avant celle de Harry Potter), il est probable que les recherches des reliques de la Mort par Grindelwald et Dumbledore soient abordées dans les épisodes suivants.

#### DansHarry Potter
En 1981, Dumbledore prend connaissance de la possession de la cape d'invisibilité par James Potter, et la lui emprunte pour l'examiner. James meurt peu de temps après, faisant de Dumbledore le propriétaire de la cape. Cependant, celui-ci décide de la transmettre en 1991 à son héritier légitime : Harry Potter.
Au cours de l'été 1996, alors que la pierre de résurrection a déjà été transformée en horcruxe par Voldemort, Dumbledore la retrouve chez les Gaunt, montée sur une bague. Il détruit la bague horcruxe avec l'épée de Gryffondor, permettant à la pierre de retrouver ses pouvoirs d'origine. Se sachant condamné, Dumbledore la dissimule ensuite à l'intérieur du vif d'or pour la léguer à Harry Potter via son testament.

### Par Harry Potter, Hermione Granger et Ron Weasley
Au cours de leur recherche des horcruxes dans le septième roman (dont l'intrigue se situe en 1997-1998), Harry, Ron et Hermione apprennent l'existence des reliques en discutant avec le père de Luna, Xenophilius Lovegood. Selon celui-ci, la personne venant en possession de ces trois objets, transmises au fil des générations, deviendrait le « maître de la Mort » (autrement dit « invincible », selon les termes de Dumbledore). Harry prend également connaissance de la quête entreprise des années plus tôt par Dumbledore et Grindelwald pour les réunir.
Dans le chapitre 22, intitulé « Les reliques de la Mort », Harry, qui possède déjà la cape d'invisibilité héritée de son père, déduit qu'il est vraisemblablement le descendant d'Ignotus Peverell, et que Voldemort serait celui de Cadmus Peverell, le possesseur de la pierre de résurrection (la bague des Gaunt contenant la pierre appartenant à sa famille). Cependant, Voldemort, qui a créé un horcruxe avec la bague, n'aurait pas conscience que la baguette de sureau, qu'il recherche pour son histoire sanglante et la puissance qu'on lui attribue à travers l'histoire de la sorcellerie, fait partie d'un ensemble de trois objets (« Le simple fait qu'il ait transformé une relique en horcruxe n'était-il pas la preuve qu'il ne connaissait pas ce grand et ultime secret de la sorcellerie ? »). Dumbledore lui confirme d'ailleurs l'ignorance de Voldemort à ce sujet à la fin de la série.
Grindelwald essaiera d'empêcher Voldemort de retrouver la baguette de sureau récupérée par Dumbledore, soit pour l'empêcher de posséder la relique, soit, comme le suggère Harry, pour l'empêcher de violer la sépulture de Dumbledore.
Dumbledore explique à Harry à la fin du livre Harry Potter et les Reliques de la Mort que même si les reliques de la Mort réunies permettent à leur porteur d'être le maître de la Mort, le véritable maître de cette dernière est celui qui accepte l'idée de sa propre mort. En léguant le vif d'or, contenant la pierre de résurrection,  à Harry Potter (« Je m'ouvre au terme »), Dumbledore sait que Harry est le digne possesseur des trois reliques, puisque la pierre lui apparaît dès l'instant où il accepte de mourir,.
Après la guerre contre Voldemort, Harry décide de ne garder qu'une seule des trois reliques : la cape d'invisibilité léguée par son père. Après avoir utilisé le pouvoir de la baguette de sureau pour réparer sa propre baguette, normalement brisée au-delà de toute réparation, il la replace dans la tombe de Dumbledore. La pierre de résurrection est enterrée quelque part dans la forêt interdite.

## Les trois reliques

### Baguette de sureau

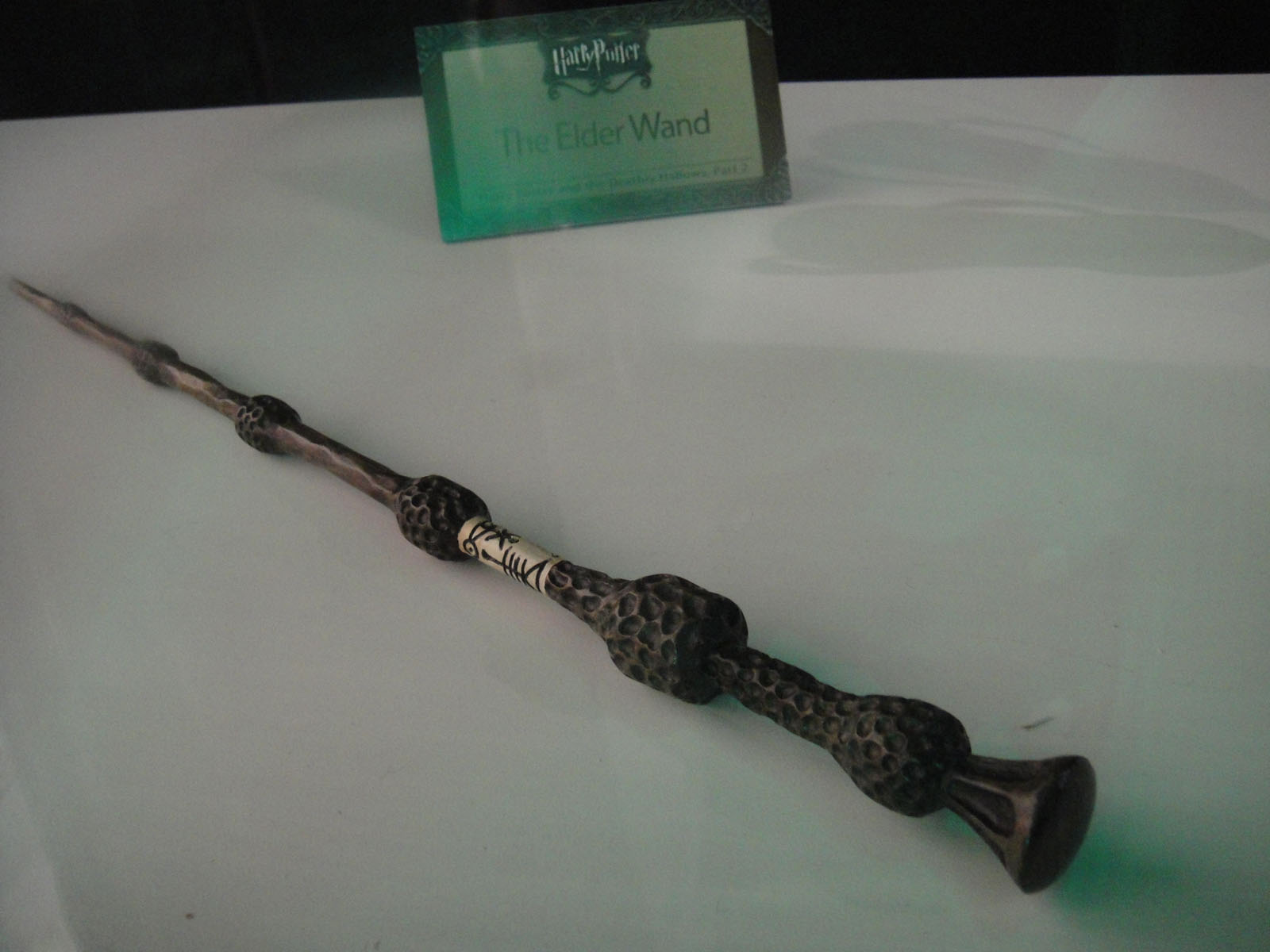
Réplique de la baguette de sureau visible dans les films Harry Potter.

La baguette de sureau (Elder Wand en anglais), aussi connue, au cours de l'histoire, sous le nom de bâton de la Mort (Deathstick) ou baguette de la destinée (Wand of Destiny), est une puissante baguette magique, faite à partir d'une branche de sureau et possédant un cœur en poil de queue de sombral. Il s'agit de la baguette magique la plus puissante ayant jamais existé, permettant à son véritable maître de réaliser des choses communément admises comme tout à fait impossibles avec n'importe quelle autre baguette, notamment la réparation d'une baguette magique sévèrement endommagée. La baguette, comme toutes les autres, semble ne pas pouvoir attaquer directement son maître. Par contre, être le maître de la baguette est plus compliqué qu'il peut sembler y paraître. Comme l'affirme Ollivander, le seul moyen de devenir le maître de la baguette, est d'avoir désarmé le précédent maître ou de l'avoir tué à la loyale lors d'un duel.
C'est ainsi qu'Antioch Peverell est mort, se faisant trancher la gorge durant son sommeil. Depuis ce temps, la baguette a survécu tout au long de l'histoire, passant de sorciers à la recherche de pouvoir, à d'autres encore plus.
Dumbledore ayant mis au point sa propre mort par Severus Rogue, il souhaitait que la baguette reste sa légitime propriété et soit enterrée avec lui, annulant son pouvoir. En effet, Dumbledore a consenti à sa propre mort, il n'est donc pas considéré comme vaincu. Cependant, le plan dérailla car, en désarmant Dumbledore au sommet de la tour d'astronomie de Poudlard, Drago Malefoy en devint le nouveau maître. Toutefois, la baguette fut tout de même enterrée avec Dumbledore. Voldemort pilla la tombe et vola la baguette, mais n'apprit que plus tard qu'il devait vaincre le présent maître pour obtenir le pouvoir de la baguette. Croyant que Rogue était le présent maître, il le tua par l'entremise de Nagini, mais n'apprit que plus tard qu'Harry était en fait le réel possesseur, puisqu'il avait désarmé Drago plus tôt dans l'année.
Voldemort, toujours en possession de la baguette, lança le sortilège de la Mort à Harry dans la forêt Interdite, mais Harry ne mourut pas. Seule la partie d'âme de Voldemort présente dans Harry fut détruite. Finalement, lors du combat final, Harry parvint à démontrer à Voldemort qu'il était le maître de la baguette et à retourner son Avada Kedavra contre lui, le détruisant à jamais. Il utilise ensuite la baguette de sureau afin de réparer sa propre baguette à plume de phénix avant d'aller remettre la puissante relique dans la tombe d'Albus Dumbledore.
À la fin du film Harry Potter et les Reliques de la Mort (partie 2), Harry ne remet pas la baguette de sureau dans la tombe de Dumbledore mais la brise en deux avant de jeter les deux morceaux du haut du viaduc du château. Le spectateur ne le voit pas réparer sa baguette.
En anglais, son nom elder wand est ambigu, elder signifiant à la fois sureau et aîné.
Les possesseurs successifs connus sont : Antioch Peverell (XIIIe siècle) • Assassin de Peverell • Emeric le Mauvais (Moyen Âge) • Egbert le Magnifique • Godelot • Hereward • Barnabas Deverill (XVIIIe siècle) • Loxias • Gregorovitch (XXe siècle) • Gellert Grindelwald • Albus Dumbledore • Drago Malefoy (sans l'avoir tenue en main) • Lord Voldemort (sans en être propriétaire légitime) • Harry Potter.

### Pierre de résurrection

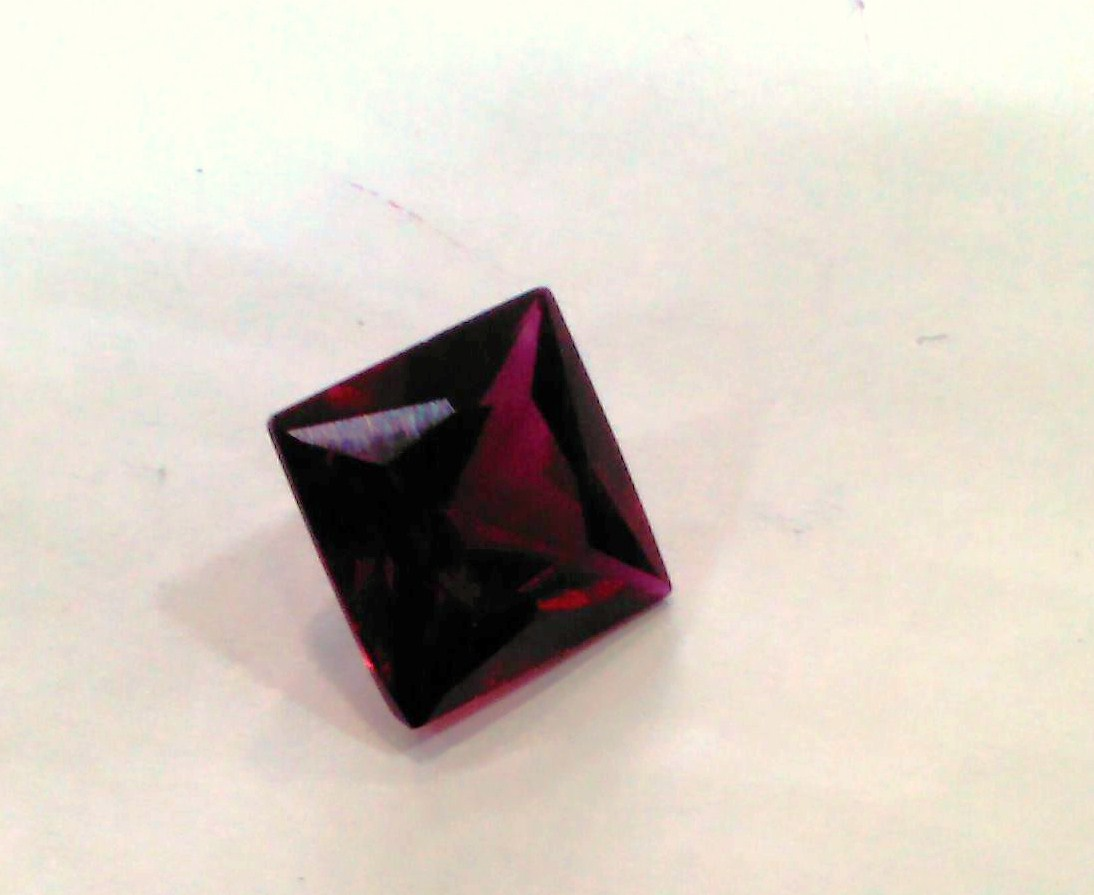
Pierre précieuse semblable à la pierre de résurrection visible dans les films Harry Potter.

La pierre de résurrection (Resurrection Stone en anglais) permet à son détenteur de voir et de communiquer avec les morts qui lui sont proches. Albus Dumbledore et Gellert Grindelwald enviaient tous deux le pouvoir de la pierre, mais pour différentes raisons. Dumbledore voulait communiquer avec sa famille, leur dire qu'il les aimait, alors que Grindelwald souhaitait s'en servir pour réveiller une armée d'inferi. Cependant, la pierre ne fut utilisée que deux fois dans l'histoire : par Harry Potter, et par Cadmus Peverell qui, selon le conte, a invoqué la femme qu'il aimait, se tuant plus tard car ne pouvant être réellement avec elle. Bien plus tard, on apprend que c'est Marvolo Gaunt qui la détient, sertie en forme de bague, avec le symbole des reliques de la Mort (Marvolo croyait que ce symbole était l'insigne des Peverell). Voldemort la transforma en horcruxe, ignorant ses pouvoirs.
Dumbledore reprit possession de la pierre, en la récupérant des ruines de la maison des Gaunt. Il la reconnait à la fois comme un horcruxe et une relique. Oubliant que c'est un horcruxe et qu'elle était probablement protégée par de puissants sortilèges, Dumbledore tente de l'utiliser pour entrer en contact avec sa famille défunte. Cependant, le sortilège détruit sa main et se répand au travers de son corps. Dumbledore est condamné. Il détruit la bague horcruxe avec l'épée de Gryffondor et récupère la pierre, qu'il cache dans le vif d'or destiné à Harry. Le garçon résout l'énigme à la fin de l'histoire.
La pierre tombe des mains d'Harry dans la forêt interdite. Plus tard, lui et le portrait de Dumbledore s'accordèrent ensemble pour que l'emplacement de la pierre ne soit pas révélé, afin que personne n'essaie plus de la retrouver. Dans une interview, J. K. Rowling déclara qu'elle espère qu'un centaure aura piétiné la pierre en galopant, l'enterrant à jamais.
Les possesseurs successifs connus sont : Cadmus Peverell (XIIIe siècle) • Elvis Marvolo Gaunt (XIXe siècle) • Morfin Gaunt • Tom Jedusor (XXe siècle) • Albus Dumbledore • Harry Potter.

### Cape d'invisibilité

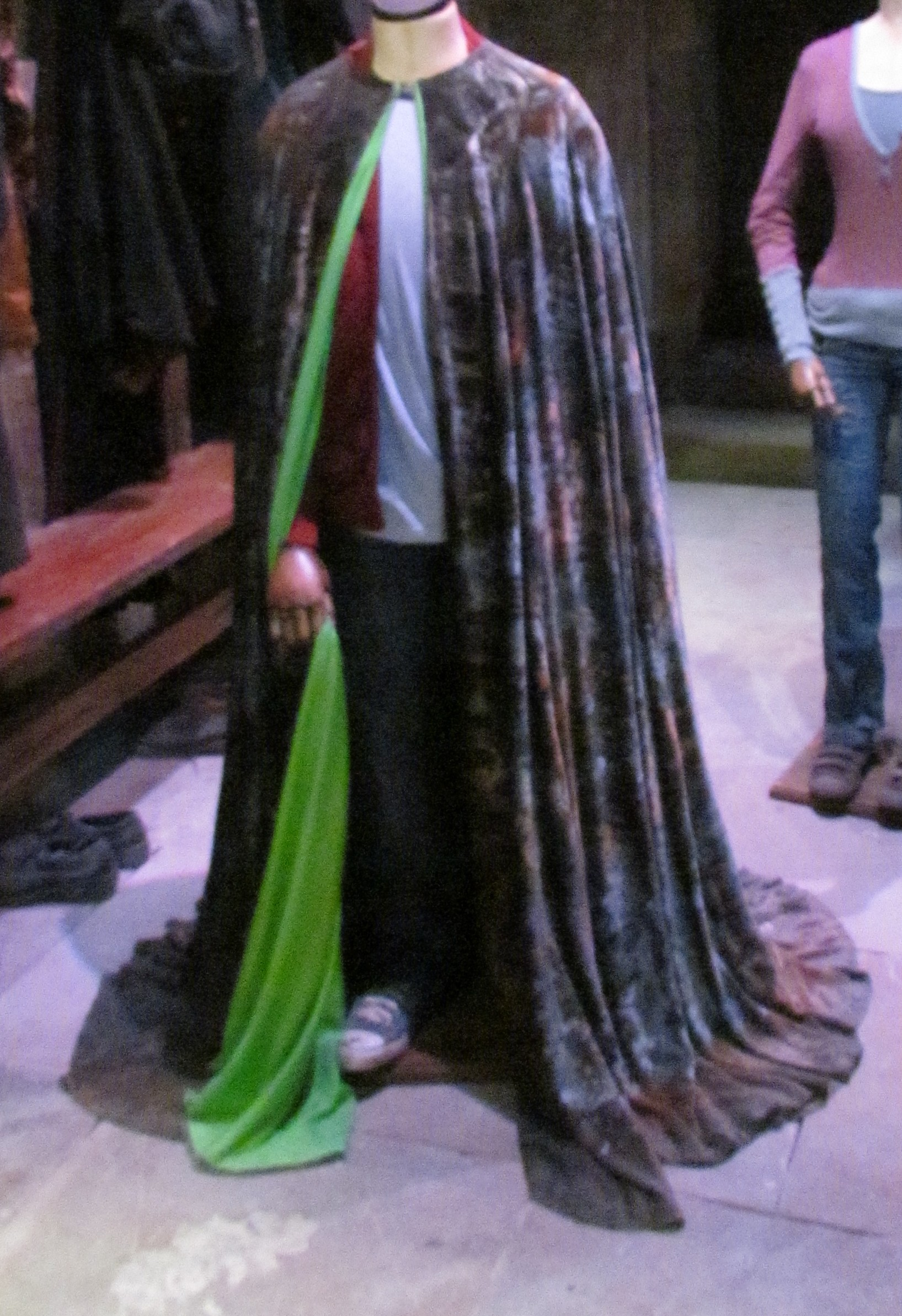
Cape d'invisibilité des studios Harry Potter.

La cape d'invisibilité (Invisibility Cloak en anglais) est un objet extrêmement rare et précieux, permettant à son possesseur, s'il s'en couvre, de passer totalement inaperçu aux yeux des tiers ou, d'après la légende, de la Mort elle-même. Appartenant à Harry Potter au cours de l'intrigue, elle est fabriquée à partir d'un tissu très léger, d'une teinte argentée et qui donne l'impression de « toucher de l'eau qu'on aurait transformée en étoffe ».
La cape appartient en premier lieu à Ignotus Peverell, qui la transmet à ses descendants, jusqu'à James Potter et finalement Harry Potter. James Potter n'était pas en possession de la cape la nuit où il fut tué par Lord Voldemort. Dumbledore la lui avait empruntée car il était intéressé par les reliques et il avait réalisé que la cape pouvait en être une (en plus d'avoir enfin trouvé comment James pouvait se promener impunément la nuit dans Poudlard).
Bien qu'elle soit puissante, elle ne protège pas son porteur contre les sens développés (les serpents par leurs sens de détection des odeurs et des vibrations), l'œil magique d'Alastor Maugrey ou le sortilège hominum revelio qui révèle les présences humaines dans une pièce.
Dans Harry Potter et la Chambre des secrets, Dumbledore a détecté la présence de Ron et Harry cachés sous la cape, lorsqu'ils se trouvent dans la cabane de Hagrid, en utilisant le sortilège hominum revelio de manière informulée.
Les possesseurs successifs connus sont : Ignotus Peverell (XIIIe siècle) • Fils d'Ignotus Peverell • Iolanthe Potter (née Peverell) • Descendants de Hardwin et Iolanthe Potter • Henry Potter (XXe siècle) • Fleamont Potter • James Potter • Harry Potter.